# Катаїб
Ліванська фалангістська партія (араб. حزب الكتائب اللبنانية Ḥizb al-Katā'ib al-Lubnānīya), більше відома як Катаїб (Фаланга, араб. الكتائب al-Katā'ib) – ліванська християнсько-демократична політична партія. Незважаючи на те, що партія є офіційно світською, її підтримують переважно католики-мароніти. Партія відіграла головну роль у Ліванській громадянській війні (1975–90). Занепала наприкінці 1980-х та 1990-х років, частково відновилась на початку 2000-х. Зараз вона частина Коаліції 14 березня.
Вона була утворена в 1936 році як маронітська воєнізована молодіжна організація П'єра Жмайеля, який створив її за зразком Іспанської фаланги та італійської фашистської партії він брав участь як олімпійський атлет в літніх Олімпійських іграх 1936 року в Берліні, тоді нацистській Німеччині. Уніформа руху спочатку включала коричневі сорочки, а її члени використовували римський салют.
В інтерв'ю Роберту Фіску Жмайель заявив про Берлінську Олімпіаду:

Я був капітаном ліванської футбольної команди та президентом Ліванської федерації футболу. Ми поїхали на Олімпійські ігри 1936 року в Берліні. І я бачив тоді цю дисципліну і порядок. І я сказав собі: "Чому ми не можемо зробити те саме в Лівані?" Отже, коли ми повернулися до Лівану, ми створили цей молодіжний рух. Коли я тоді був у Берліні, нацизм не мав тієї репутації, яку він має зараз. Нацизм? У кожній системі світу можна знайти щось хороше. Але нацизм зовсім не був нацизмом. Слово прийшло згодом. У їхній системі я бачив дисципліну. А нам на Близькому Сході потрібна дисципліна більше, ніж усе інше.

Він заснував партію разом із чотирма іншими молодими ліванцями: Шарлем Елу (який згодом став президентом Лівану), Шафіком Насіфом, Емілем Яредом та Жоржем Наккаш. Жмайель був обраний щоб очолити організацію, почасти тому, що він не був політичною фігурою в той час.
У перші роки партії Катаїб, вона була категорично проти того, щоб будь-хто домінував в Лівані. Жмайель і партія Катаїб завжди вірили в незалежний та суверенний Ліван, вільний від будь-якого іноземного впливу.
Вона брала активну участь у боротьбі проти французького мандату, поки в листопаді 1943 року не була проголошена незалежність Лівану.
«Катаїб» – права партія, що висунула девіз «Бог, вітчизна і сім'я». Фалангісти виступали за збереження конфесійної системи, в захист економіки вільного ринку і приватної ініціативи, проти комунізму. Згідно з її доктриною, ліванська нація є не арабською, а фінікійською. Тому ЛФ категорично відкидали будь-яке зближення з арабськими країнами. Проголошуючи ідею нейтралітету Лівану, вони орієнтувалися на тісну співпрацю із західними країнами. Категорично виступали проти присутності палестинців в країні.
ЛФ мали свої ополчення, які неодноразово втручалися в озброєні зіткнення в Лівані. У 1958 в «Катаїб» налічувалося до 40 тис. членів. Після 1959 П.Жмайель неодноразово займав міністерський пост, партія добивалася успіху на парламентських виборах.
В ході громадянської війни ЛФ очолювали табір християнських партій – «Ліванський фронт». У партії перебували 65 тис. членів, а її військові формування налічували до 10 тис. бійців і стали основою «Ліванських сил», створених як об'єднання ополчень християнських партій. У 1982 лідер «Ліванських сил» Башир Жмайель (син П. Жмайеля) був за підтримкою Ізраїлю обраний президентом Лівану. Після його вбивства пост президента зайняв його брат Амін Жмайель (1982–1988). Проте після смерті П.Жмайеля в 1984 партія стала розколюватися і поступово втратила свій вплив. Багато хто з її членів і прихильників покинув ряди «Катаїб» і приєднався до нових угрупувань – Ліванським силам, «Ваад», прихильникам генерала Ауна та ін.
Незадоволені сирійським впливом в Лівані і перерозподілом влади на користь мусульман, ЛФ бойкотували парламентські вибори в 1992. У 1996 фалангістським кандидатам не вдалося пройти до парламенту. Проте в 2000 в найвищий законодавчий орган  було обрано 3 членів «Катаїб», і керівництво перейшло до прихильників компромісу з Сирією.